# جین استافورد
جین استافورد (به انگلیسی: Jean Stafford) رمان‌نویس و داستان کوتاه نویس آمریکایی و برنده جایزه پولیتزر برای داستان در سال ۱۹۷۰